# パ・リーグラジオ
パ・リーグラジオは、ラジオNIKKEIで不定期に放送されているプロ野球パシフィック・リーグをテーマにした野球座談の番組である。
2012年3月から、祝日を中心に随時放送されている。番組は、パ・リーグ参加チームに特化した特集や、プロ野球の抱える様々な問題点などについて、パ・リーグのファンの著名人やラジオ日経のアナウンサーなどが座談を展開する。なお、2013年5月の放送分からはオリックス・バファローズファンである小塚歩アナがメインパーソナリティーを務めている

## 放送履歴
1. （2012年3月20日）　2012年パ・リーグ展望
2. （2012年7月16日）　2012年パ・リーグ前半の回顧と後半の展望
3. （2012年10月26日）　日本シリーズ直前特番～ごめんなさい、北海道日本ハムファイターズ様～
4. （2013年5月6日）　セ・パ交流戦の試合数問題など（ゲスト・吉永実夏）
5. （2014年1月2日）　2014年パ・リーグ展望（ゲスト・柳沢怜、梶田陽三）
6. （2014年5月6日）　1980年代のパ・リーグ（ゲスト・村瀬秀信、ヨシノビズム、D梶田陽三）